# أغلايا أسترالية
أغلايا أسترالية (الاسم العلمي:Aglaia australiensis) هي نوع من النباتات يتبع جنس الأغلايا من الفصيلة الأزدرختية .سمي هذا النوع نسبةً إلى أستراليا.